# خط سکانت

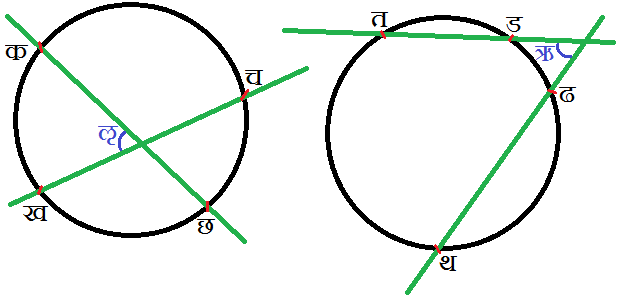
خط سکانت

در هندسه، یک سکانت (به انگلیسی: Secant) یا خط قاطع از یک منحنی، خطی است که با منحنی در حداقل دو نقطه مجزا برخورد می کند. کلمه سکانت از ریشه لاتین secare به معنای بریدن می آید. در مورد دایره، سکانت دایره را دقیقاً در دو نقطه قطع می کند. وتر پاره خطی است که توسط این دو نقطه تعیین می شود، یعنی بازه ای از سکانت که پایانه های آن این دو نقطه است.